# 策墨林·单增赤列
策墨林·单增赤列（藏語：བསྟན་འཛིན་འཕྲིན་ལས，威利转写：bstan 'dzin 'phrin las，1950年9月—），男，藏族，西藏拉萨人，第五世策墨林活佛。

## 生平
1955年，坐床继任第五世策墨林活佛。1956年10月至1958年8月，任中国佛教协会西藏分会第一届常务理事。1958年8月至1959年3月，在色拉寺学经。
1959年3月至1964年3月，先后在西藏拉萨市北城区民办小学、拉萨第二小学学习。1964年3月到1966年4月，在西藏自治区社会主义学校学习，其间出席了第四届中华全国青年联合会会议。后来他曾担任中华全国青年联合会委员、常委，第五、六、七、八届全国青联常委、副主席。
1966年4月至1977年3月，在西藏军区生产建设师山南农场劳动。1977年3月至1977年12月，入西藏自治区爱国人士学习班学习。1977年12月至1982年10月，任西藏自治区政协委员。1980年起，历任第四、五、六、七届中国佛教协会常务理事、副会长。1982年10月至1999年10月，任中国佛教协会西藏分会副会长兼秘书长。1999年10月至2003年1月，任中国佛教协会西藏分会常务副会长。2003年1月，任第八届西藏自治区政协副主席。
他是第七届、八届、九届、十届、十一届全国政协委员。2018年1月，当选第十三届全国政协委员。